# Vorrkulten
Der Vorrkulten (norwegisch für Vorspringender Hügel) ist ein Berg im ostantarktischen Königin-Maud-Land. In der Kirwanveggen ragt er unmittelbar nördlich der Neumayersteilwand am nördlichen Ende des Gebirgskamms Vestvorren auf.
Norwegische Kartographen, die den Berg auch benannten, kartierten ihn anhand von Vermessungen und Luftaufnahmen der Norwegisch-Britisch-Schwedischen Antarktisexpedition (1949–1952) und von 1958 bis 1959 entstandenen Luftaufnahmen der Dritten Norwegischen Antarktisexpedition (1956–1960).